# Ей Ем Си
Ей Ем Си (на английски: AMC) е американски кабелен и спътников специализиран телевизионен канал, който на първо място се ориентира към излъчване на класически кинофилми, но също показва и ограничено количество оригинални шоу-програми. Каналът преди се е наричал American Movie Classics („Американска кинокласика“), обаче от 2002 г., във връзка със значителните промени в програмирането, носи названието AMC.
Измежду най-известните и успешни проекти на канала през последните години, заслужава да се отбележат сериалите: „Момчетата от Медисън авеню“, „В обувките на Сатаната“ и „Живите мъртви“.
Към август 2013 г. от домакинствата, абонирани за платени телевизионни канали, за канала AMC са се абонирали 97 699 000 американски семейства. Това възлиза на 85,55 % от общото количество домакинства, притежаващи телевизор.
На 5 ноември 2014 се излъчва европейска версия като замения филмов канал MGM Channel.